# Hans Kammeier
Hans Kammeier (* 24. April 1902 in Essen; † 9. März 1973 in Bangkok) war ein deutscher Musiker und Komponist.

## Leben
Hans Kammeier studierte Musik in Freiburg und München, unter anderem den Professoren Gurlitt, Gschrey und Courvoisier. Ab 1929 betätigte er sich freischaffend in Berlin. Später nahm er eine Beschäftigung als Referent für Kammermusik beim Reichssender Berlin auf. Nach dem Zweiten Weltkrieg war er erneut freischaffend tätig, diesmal in Gauting bei München. Darüber hinaus befasste er sich ausführlich mit geistlicher Musik. Als Freier Mitarbeiter beim Bayerischen Rundfunk wurde er zuständig für Hörspiel-, Chor-, Kammer- und Volksmusik. Weiterhin wirkte Kammeier an Chorkantaten für den RIAS-Kammerchor und bei Opernaufführungen mit und war verantwortlich für Sendefolgen wie „Dichter im Lied“ und „Volkslied und Kunstlied“.

## Werke (Auswahl)
- Christ ist erstanden, Choralkantate für Einzelstimme und ein- bis vierstimmigen gemischten Chor
- Macht hoch die Tür, für einen Vorsänger, dreistimmigen gemischten Chor, Oboe, Klarinette, Fagott und Orgel
- Lobt Gott ihr Christen alle gleich, für einen dreistimmigen gemischten Chor, Oboe, Klarinette, Fagott und Orgel
- Die Nacht ist vorgedrungen, für vierstimmigen gemischten Chor
- Blaue Beeren, Volkslied aus Schweden, für vierstimmigen gemischten Chor
- Im Stall in der Krippe, Weihnachtslied aus England, für vierstimmigen Männerchor